# Лангведель
Лангведель (нім. Langwedel) — сільська громада в Німеччині, розташована в землі Нижня Саксонія. Входить до складу району Ферден.
Площа — 76,11 км2. Населення становить 14 425 ос. (станом на 31 грудня 2021).